# Jennifer Holland
Jennifer Holland (Chicago, 9 de novembro de 1987) é uma atriz americana. Ela é mais conhecida por interpretar Emilia Harcourt no filme O Esquadrão Suicida (2021) e na série de televisão Peacemaker.  

## Carreira
Holland nasceu em Chicago e cresceu em outras partes do país. No ensino médio praticava ginástica e pensava em ser arquiteta, mas ao ter contato com aulas de teatro decidiu ser atriz, e aos dezessete anos mudou-se com sua mãe, que é enfermeira, para Los Angeles.
Em 2009 atuou em American Pie Presents: The Book of Love, um spin-off da franquia American Pie que foi lançado diretamente em vídeo. Em 2017 Holland interpretou Becky Phillips na série de televisão Sun Records. Em 2021 a atriz interpretou Emilia Harcourt no filme O Esquadrão Suicida. Em 2022 interpretou a mesma personagem na série de televisão Peacemaker, da HBO Max.

## Vida pessoal
Holland está em um relacionamento com o diretor e roteirista James Gunn desde 2015. Eles se conheceram através do ator Michael Rosenbaum, que estava namorando uma amiga de Holland na época e os apresentou após Gunn ver uma foto sua. Em fevereiro de 2022 Gunn e Holland ficaram noivos.

## Filmografia

### Cinema
| Ano  | Título                                  | Título em português           | Personagem           | Notas             |
| ---- | --------------------------------------- | ----------------------------- | -------------------- | ----------------- |
| 2004 | The Sisterhood                          |                               | Christine            |                   |
| 2005 | House of the Dead 2                     |                               | Garota da sororidade |                   |
| 2008 | Zombie Strippers                        | As Strippers Zumbi            | Jessy                |                   |
| 2009 | American Pie Presents: The Book of Love | American Pie: O Livro do Amor | Ashley               |                   |
| 2019 | Brightburn                              |                               | Ms. Espenscheid      |                   |
| 2021 | The Suicide Squad                       | O Esquadrão Suicida           | Emilia Harcourt      |                   |
| 2022 | Black Adam                              | Adão Negro                    | Emilia Harcourt      |                   |
| 2023 | Shazam! Fury of the Gods                | Shazam! Fúria dos Deuses      | Emilia Harcourt      | Cena pós-créditos |
| 2023 | Guardians of the Galaxy Vol. 3          | Guardiões da Galáxia Vol. 3   | Kwol                 |                   |

### Televisão
| Ano           | Título                        | Personagem                  | Notas                                    |
| ------------- | ----------------------------- | --------------------------- | ---------------------------------------- |
| 2004          | Drake & Josh                  | Garota                      | Episódio: "Drew & Jerry"                 |
| 2005          | CSI: Miami                    | Julie Gannon                | Episódio: "Blood in the Water"           |
| 2005          | Dante's Cove                  | Tina                        | Episódio: "Piloto" (não exibido)         |
| 2009          | Cougar Town                   | Candee                      | Episódio: "Don't Do Me Like That"        |
| 2010          | Rizzoli & Isles               | Garota de Biquini Frustrada | Episódio: "She Works Hard for the Money" |
| 2010          | Days of our Lives             | April                       | 2 episódios                              |
| 2011          | Bones                         | Nicole Twist                | Episódio: "The Body in the Bag"          |
| 2011          | Supah Ninjas                  | Melanie                     | Episódio: "Snakeskin"                    |
| 2012          | American Horror Story: Asylum | Enfermeira Blackwell        | 2 episódios                              |
| 2012          | All the Wrong Places          | Jackie                      | Telefilme                                |
| 2013          | The Glades                    | Ashley Collins              | Episódio: "Shot Girls"                   |
| 2014          | Perception                    | Lucy Halpern                | Episódio: "Inconceivable"                |
| 2016          | Rush Hour                     | Julia                       | Episódio: "Familee Ties"                 |
| 2017          | Sun Records                   | Becky Phillips              | Papel principal                          |
| 2022–presente | Peacemaker                    | Emilia Harcourt             | Papel principal                          |